# Michael Lang
Michael Lang (Brooklyn, 12 de dezembro de 1944 —
Nova Iorque, 8 de janeiro de 2022) foi um promotor de concertos de rock, produtor e empresário artístico norte-americano. Seu nome é historicamente ligado ao Festival de Woodstock, do qual foi o idealizador, criador e produtor-executivo.
Lang deixou a Universidade de Nova York em 1967 e mudou-se para Coconut Grove, um bairro de Miami,  na Flórida, onde abriu uma loja dedicada à contracultura dos anos 1960, com objetos de decoração, revistas, livros e discos e toda uma parafernália da cultura hippie.
Em maio de 1968, depois de promover alguns concertos na área de Miami, ele criou o Miami Pop Festival, o maior da época, que levou 80 mil pessoas à Hallandale Beach para assistir a nomes como Jimi Hendrix, Steppenwolf e The Mothers of Invention.
Depois do Festival de Woodstock em agosto de 1969, ele foi convidado pelos Rolling Stones para participar do Festival de Altamont, em dezembro do mesmo ano, como colaborador avulso. O festival, idealizado pelos Stones na Califórnia, como um contraponto na costa oeste à Woodstock, acabou sendo um dos mais desorganizados, sinistros e polêmicos na história do rock, pelos acontecimentos que causaram a morte à facadas de um espectador em frente ao palco.
Lang também atuou como produtor musical, à frente da Just Sunshine Records, criada por ele, que produziu e distribuiu discos de mais de quarenta artistas como Billy Joel, Joe Cocker e a cantora de soul Betty Davis.
Dirigiu a Michael Lang Organization (MLO), que empresaria artistas e produz filmes e eventos diversos.[carece de fontes?]
Lang morreu em 8 de janeiro de 2022 no Sloan Kettering Hospital em Nova Iorque, aos 77 anos de idade, de linfoma não Hodgkin.